# KAT-TUN
 (mars 2013).
Si vous disposez d'ouvrages ou d'articles de référence ou si vous connaissez des sites web de qualité traitant du thème abordé ici, merci de compléter l'article en donnant les références utiles à sa vérifiabilité et en les liant à la section « Notes et références ».
KAT-TUN est un groupe japonais de J-pop produit par Johnny's Entertainment (NEWS, Arashi). Leur séparation à la fin du mois de mars 2025 est annoncée le 12 février 2025.
De même que pour les autres boys band de Johnny's Entertainment, KAT-TUN est considéré comme un groupe d'idol japonais. En effet, en plus de chanter et de danser, les membres de KAT-TUN jouent dans des drama, des films ou encore des CM (publicités).
Ils font partie des groupes les plus populaires au Japon : leurs 25 singles, leurs 7 albums et leur mini-album sont directement arrivés à la première place du TOP Oricon à leurs sorties.
À leur début, les KAT-TUN était un groupe qui a été souvent décrit comme les 'délinquants' de la Johnny's. En effet, les membres du groupe se décrivent comme avoir été des rebelles et ont même réalisés une chanson sous le nom de TEN-GU.
Ils sont souvent questionnés sur le fait d'avoir été des rebelles et ont été détestés par leurs senpai (les 'vieux' groupes de la johnny's qui disent injuste la manière dont les KAT-TUN étaient traités par rapport à eux quand ils étaient jeunes) .
Le nom officiel de leurs fan est “hyphen", qui signifie le “trait d'union" et qui est le “-“ dans le nom du groupe, KAT-TUN. Tanaka Koki, l'un des ex-membres, est celui qui a donné ce nom aux fans. 
Elles/Ils sont le trait d'union qui soude le groupe et qui lui permet d'exister.
Ils sont très amis avec les KANJANI8 et les NEWS (autres groupes de la Johnny's) avec qui ils faisaient beaucoup d'activités ensemble, notamment dans le Shounen Club (émission tv japonaise visant à faire connaître les groupes de Johnny's Juniors).

## Les membres
Le groupe est composé de 3 jeunes japonais :
- Kamenashi Kazuya (亀梨和也?, né le 23 février 1986)
- Tatsuya Ueda (上田竜也?, né le 4 octobre 1983)
- Nakamaru Yuichi (中丸雄一?, né le 4 septembre 1983)

Ancien membres du groupe :
- Akanishi Jin (赤西仁?, né le 4 juillet 1984)
- Tanaka Koki (田中聖?, né le 5 novembre 1985), expulsé du groupe fin-septembre 2013 pour comportement ne collant pas à l'étiquette de leur agence.
- Taguchi Junnosuke[2] (田口淳之介?, né le 29 novembre 1985)

Le nom du groupe est un acronyme formé de la première lettre de chacun de leur noms de famille.

## Biographie

### Junior
Avant leur début officiels et durant leur formation d'idol, ils ont été les backdancers[Quoi ?] officiels des Kinki Kids (autre groupe). Ceux-ci avaient besoin de backdancer et le groupe des "KAT-TUN" a été créé provisoirement. Mais par la suite, à cause de leur apparition de plus en plus fréquente à la télévision et dans plusieurs show ou comédies, à cause de leur apparition en tant que groupe sans la présence des KinKi Kids, leur popularité en pleine croissance auprès des fans leur ont permis de faire de vrai concert.

### Leurs débuts
Ayant déjà donné des concerts depuis 2001, ils ont sorti deux DVD avant d'entamer officiellement leur carrière en major:
- Le 26 février 2003, Okyakusama wa Kamisama - Concert 55man nin Ai no request ni Kotaete
- Le 3 mai 2005, KAT-TUN Live Kaizokuban

C'est le 22 mars 2006 que les membres de Kat-tun ont réellement commencé leur parcours professionnel, avec la sortie de leur premier single Real Face, de leur premier album Best of KAT-TUN et de leur DVD Real Face Film; tout cela le même jour. Ces sorties ont été complétées par une tournée au Japon.

### Le hiatus de Jin
Le 12 octobre 2006, Akanishi Jin annonce son départ pour les États-Unis, à Los Angeles, où il va étudier l'anglais. Alors qu'il était l'un des deux membres les plus populaires du groupe, et aussi l'un des principaux chanteurs, il part pour 6 mois. Durant cette période, le groupe ne cesse pas ses activités et sort un nouveau single le 7 décembre 2006, Bokura no Machi de, ainsi qu'un nouvel album le 18 avril 2007, cartoon KAT-TUN II You. Ce single et cet album ne souffriront pas de l'absence de Jin puisqu'il se placeront directement premiers au TOP Oricon, comme tous les autres CD du groupe. C'est le 19 avril 2007 qu'Akanishi Jin retourne au Japon et réintègre officiellement le groupe, le 20 avril 2007.
En 2010 Akanishi jin publie dans son blog un message sur son départ du groupe. Il y explique les différences musicales et certifie ne détester aucun des membres. Quelques mois plus tard, le 17 juillet la johnny's annonce le départ d'Akanishi Jin qui sera officiel à la fin octobre 2010 et qui ne certifie, pour le moment, aucune confirmation sur son retour au sein du groupe.
Après l'annonce de son départ, l'un des membres UEDA TATSUYA, a son concert individuelle MOUSEPIECE, dit vouloir encourager SON AMI dans ses projets et le soutient dans son nouveau parcours.

## Discographie

### Albums
1. Best of Kat-Tun (22 mars 2006)
2. Cartoon Kat-Tun II You (18 avril 2007)
3. Queen of Pirates Kat-Tun III (4 juin 2008)
4. Break the Records (29 avril 2009)
5. No More Pain (16 juin 2010)
6. Chain (22 février 2012)
7. Come Here (25 juin 2014)

### Mini Album
1. Kusabi (27 novembre 2013)

### Singles
1. Real Face (22 mars 2006)
2. Signal (19 juillet 2006)
3. Bokura no Machi de (僕らの街で) (17 décembre 2006)
4. Yorokobi no uta (喜びの歌) (6 juin 2007)
5. Keep the Faith (21 novembre 2007)
6. LIPS (6 février 2008)
7. Don't U Ever Stop (14 mai 2008)
8. White X'mas (3 décembre 2008)
9. One Drop (11 février 2009)
10. RESCUE (11 mars 2009)
11. Love Yourself ~Kimi ga kirai na kimi ga suki~ (Love yourself ~君が嫌いな君が好き~) (10 février 2010)
12. Going! (12 mai 2010)
13. Change Ur World (17 novembre 2010)
14. Ultimate wheels (2 février 2011)
15. White (18 mai 2011)
16. Run For You (3 août 2011)
17. Birth (30 novembre 2011)
18. To the Limit (27 juin 2012)
19. Fumetsu no Scrum (不滅のスクラム) (12 septembre 2012)
20. Expose (6 février 2013)
21. Face to Face (15 mai 2013)
22. in Fact (4 juin 2014)
23. Dead or Alive (21 janvier 2015)
24. Kiss Kiss Kiss (11 mars 2015)